# Róbert Trautmann
Róbert Trautmann (Viena, 9 de diciembre de 1873 – Ózd, 26 de mayo de 1953) fue un arquitecto y botánico húngaro, habiendo realizado más de cien nuevas identificaciones y clasificaciones de especies, las que publicaba habitualmente en : Javorka, Magyar Fl.; Bot. Közlem.

## Biografía
No hay información sobre los años de estudio de Róbert Trautmann. Fue una figura destacada en la arquitectura industrial húngara, pero también trabajó como botánico, participó en la edición de los Boletines Botánicos. Se especializó en la investigación de la menta.
Como ingeniero de diseño y construcción, ha desarrollado importantes actividades en la arquitectura industrial húngara.
También realizó investigación botánica y se convirtió en un experto húngaro en menta, destacó principalmente en el estudio de la taxonomía de la menta húngara y balcánica.
Fue miembro del departamento botánico de la Sociedad de Ciencias Naturales, de la que fue presidente durante varios años, y también fue empleado permanente de los Boletines Botánicos.

## Nota
- La abreviatura «Trautm.» se emplea para indicar a Róbert Trautmann como autoridad en la descripción y clasificación científica de los vegetales.[4]